# Аксентьев, Борис Николаевич
Бори́с Никола́евич Аксе́нтьев (28 июля 1894, Одесса — 19 ноября 1939, Одесса) — ботаник, гидробиолог, фитопатолог, генетик и селекционер растений; доктор биологических наук, профессор.

## Биография
Б. Н. Аксентьев родился 28 июля 1894 года в Одессе.
В 1918 году закончил Новороссийском университет, где до 1921 года обучался в аспирантуре у Ф. М. Породко на кафедре физиологии растений.
Затем преподавал в Одесском институте народного образования: до 1927 года был ассистентом, с 1927 по 1930 год — старшим научным сотрудником секции анатомии и физиологии растений научно-исследовательской кафедры биологии..
В 1930—1931 годах работал старшим научным сотрудником Зоолого-биологического института; в 1931—1939 годах — в Ботаническом саду Одесского университета.
Преподавал в Одесском сельскохозяйственном (1918—1932 гг.), Одесском химико-фармацевтическом и Одесском педагогическом институтах; был доцентом, затем профессором (1933—1939) кафедры ботаники Одесского университета.
В 1935 году присвоено ученое звание профессора, а в 1937-м году — ученая степень доктора биологических наук.
Долгое время состоял консультантом ветеринарной инспекции. В 1939 году, анализируя сено; заразился Actinomyces bovis, тяжело заболел, перенёс несколько мучительных операций и скончался 19 ноября 1939 года..

## Вклад в науку
Исследовательскую работу начал студентом в 1915 году на Одесской селекционной станции, где был ассистентом по генетике и селекции пшениц у А. А. Сапегина.
Известен исследованиями в области физиологии растений (проницаемость клеточной плазмы, прорастание семян и их химическая стимуляция), гидробиологии (диатомовые, фитопланктон), фитопатологии (грибные заболевания баклажана), генетики и селекции (пшеница).

### Основные сочинения
- Диатомовые Кочковского болота в окрестностях Екатеринослава // Журн. Русск. бот. о-ва. — 1926. — Т. XI, вып. 1—2. — С. 33—48.
- О влиянии семянных вытяжек на прорастание семян // Журн. Русск. бот. о-ва. — 1928. — Т. XII, вып. 3.
- Ueber den Einfluss einiger Salze auf die Keimung der Samen von Amaranthus retroflexus L. (нем.) // Biochem. Zeitschr. — Berlin, 1929. — Bd. 211, H. 4—6.
- Ueber die Rolle der Schalen von Samen und Friichten, die bei der Keimung auf Licht reagieren (нем.) // Beihefte z. Bot. Centralbl. — Praga, 1929. — Bd. 46, H. 1.
- Ueber die Entwicklung der Keimlinge aus mit Nitralosungen behandelten Samen (нем.) // Biochem. Zeitschr. — Berlin, 1930. — Bd. 223, H. 4—6.
- Arten von Chaetoceras Ehr. aus dem Odessaer Meerbusen (нем.) // Intern. Rev. d. Hydrobiol. u. Hydrogr. — 1930. — Bd. 24, H. 1/2. — S. 122—133.
- О развитии проростков из семян, предварительно вымоченных в растворе нитрата // Журн. Русск. бот. о-ва. — 1931. — Т. XVI.
- К вопросу об учёте скорости прорастания семян и плодов // Журн. Русск. бот. о-ва. — 1931. — Т. XVI, вып. 4.
- О развитии проростков рапса, выросших из семян, обработанных азотнокислым калием // Бот. журн. СССР. — 1932. — Т. XVII, вып. 2.
- Одесский государственный ботанический сад им. акад. Д. К. Заболотного // Бот. журн. СССР. — 1933. — Т. XVIII, вып. 4.
- О стимулирующем действии азотнокислого калия на семена пшеницы и о причинах этого действия // Бот. журн. СССР. — 1933. — Т. XVIII, вып. 3.
- Некоторые данные о грибных заболеваниях баклажана (Solanum melongena L.) (на огородах в окрестностях г. Одессы) // Бот. журн. СССР. — 1934. — Т. XIX, вып. 1. — С. 11—15.
- Об изменении свойств семян под влиянием химической обработки // Бот. журн. СССР. — 1934. — Т. XIX, вып. 5.
- Об особенностях роста проростков отдельных сортов пшеницы // Бот. журн. СССР. — 1936. — Т. XXI, вып. 2.
- О росте надземных органов пшеницы // Бот. журн. СССР. — 1936. — Т. XXI, вып. 2.
- О новообразовании корней у черенков Cytisus laburnum L. // Бот. журн. СССР. — 1940. — Т. XXV, вып. 6.

## Семья
- Сестра: Аксентьева, Зинаида Николаевна (1900—1969) — астроном, член-корреспондент Академии Наук УССР.

- Брат: Аксентьев, Георгий Николаевич (1907—1972) — географ, гидротехник.